# Municipio de Campbell No. 2B
Campbell No. 2B Township es una subdivisión territorial del condado de Greene, Misuri, Estados Unidos. Según el censo de 2020, tiene una población de 3743 habitantes.
La subdivisión tiene un código de clase Z1, que indica que no está en funcionamiento (non-functioning county subdivision).

## Geografía
Está ubicada en las coordenadas 37°11′14″N 93°22′16″O / 37.18722, -93.37111 (37.187115, -93.371144). Según la Oficina del Censo, tiene una superficie de 8.82 km², correspondientes en su totalidad a tierra firme.

## Demografía
Según el censo de 2020, hay 3743 personas residiendo en la zona. La densidad de población es de 424.38 hab./km². El 84.13 % de los habitantes son blancos, el 3.34 % son afroamericanos, el 0.91 % son amerindios, el 1.36 % son asiáticos, el 0.35 % son isleños del Pacífico, el 1.63 % son de otras razas y el 8.28 % son de una mezcla de razas. Del total de la población, el 4.81 % son hispanos o latinos de cualquier raza.